# Сляпа събота
„Сляпа събота“ е български игрален филм (драма) от 1988 година на режисьора Панайот Панайотов, по сценарий на Христо Димитров-Хиндо и Светослав Овчаров. Оператор е Бойко Калев. Музиката във филма е композирана от Божидар Петков.

## Сюжет
В малко село, в което от десетилетия нищо не се е променило, пристига снимачна група. Ще се снима исторически филм. Заедно с актьорите, организаторите, гримьорите и останалите членове на групата в селото нахлуват шумът и суетнята. Самото село се превръща в център на „историческото сражение“. Всички са включени в снимките – и стари и млади, преоблечени в костюми, въоръжени с изкуствени мечове, почервеняват от „смъртоносни“ рани. По сценарий има епизод с древен обичай – жертвоприношение. Тази роля трябва да изиграе гордостта на селото – бикът Юлий Цезар. „Защитниците“ и „враговете“ на бика устройват такъв погром, че щетите напомнят на истинско сражение... Както казва народът: идва сляпата събота, в която хората губят разум.

## Актьорски състав
- Христо Гърбов – Коста Биков
- Жана Караиванова – Мартина
- Албена Павлова – Малката гълъбица
- Коста Цонев
- Груди Кадиев – Бай Петър
- Веско Зехирев – Лотьо
- Живко Гарванов – Бай Иван
- Валентин Гаджоков – Шофьорът
- Йордан Биков – Куйо
- Ева-Мария Радичкова – Голямата гълъбица
- Пешка Манева – Леля Надя
- Благовест Арнаудов – Селянин
- Крикор Хугасян
- Милчо Милчев
- Илия Иванов
- Тодор Атанасов
- Панайот Цанев